# Villa Mertz

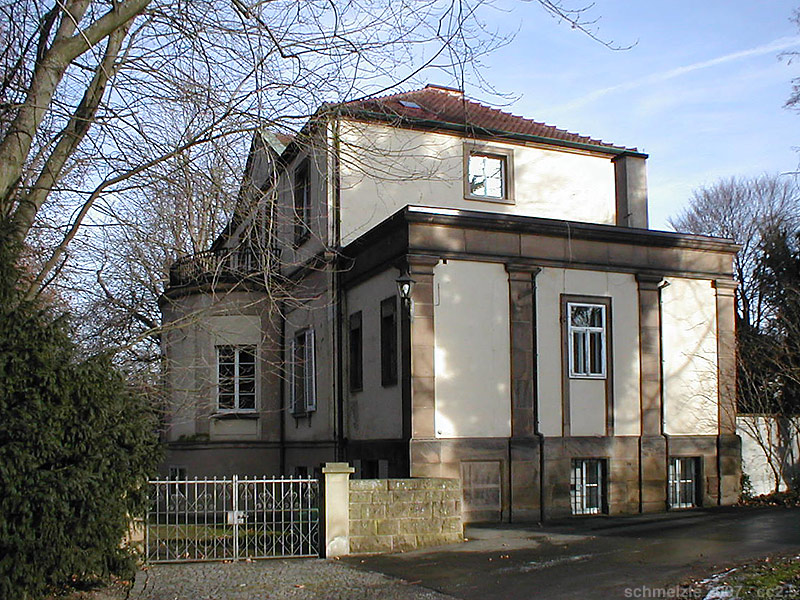
Villa Mertz in Heilbronn

Villa Mertz um 1840

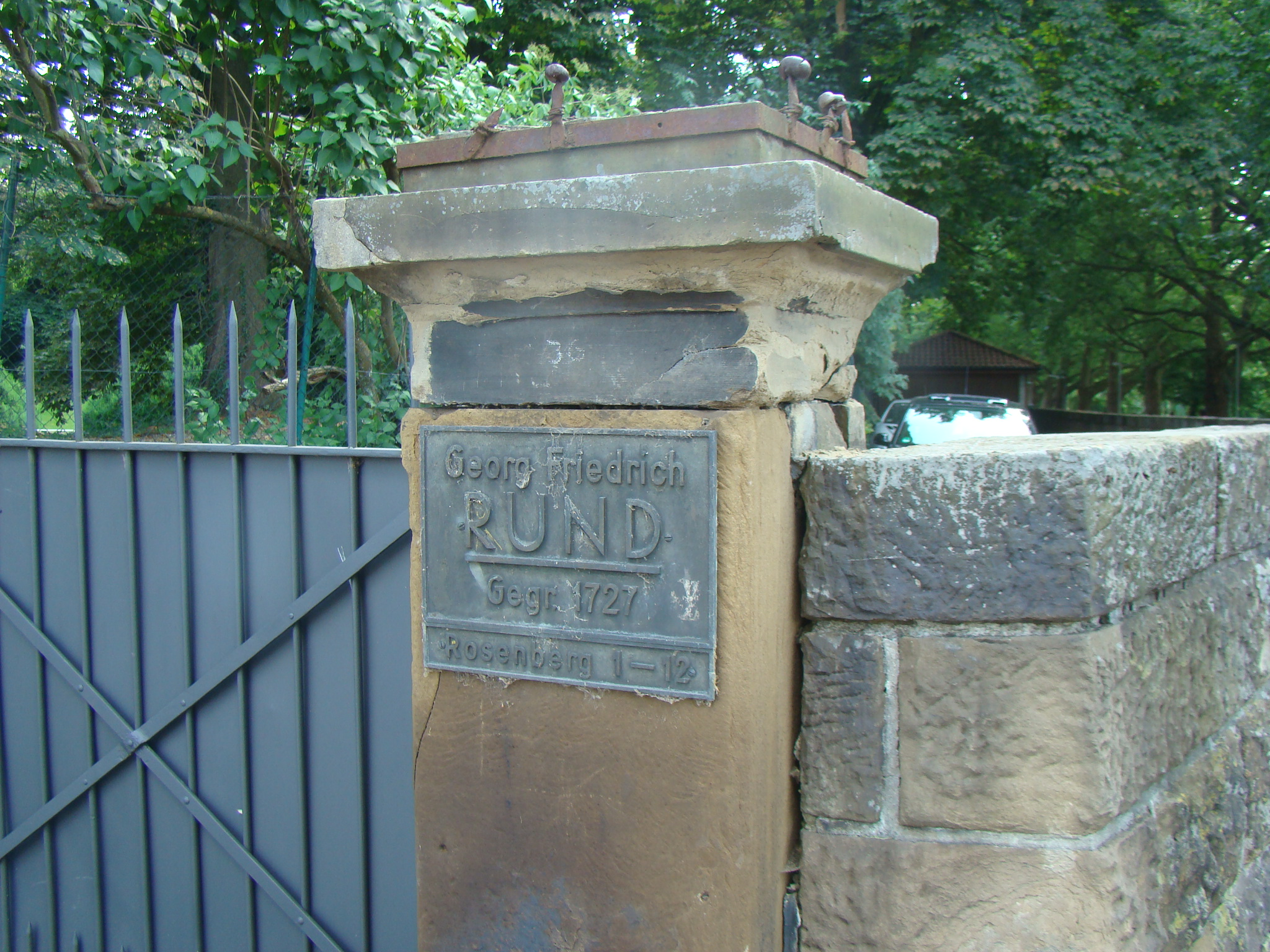
An die Essigfabrik G. F. Rund erinnert noch deren Firmenschild

Die Villa Mertz ist eine Villa am Rosenberg 1 in Heilbronn. Benannt wurde das Gebäude nach der Familie Mertz, die die Villa erbauen ließ und Inhaber der sich einst an die Villa anschließenden Essigfabrik Georg Friedrich Rund war.

## Geschichte
Die Villa Mertz liegt am Neckar unweit des Götzenturms. Sie wurde 1811 für den Unternehmer Christian Mertz (1772–1824) als Landhaus am Rosenberg nach Plänen von Gottlieb Christian Eberhard von Etzel erbaut. Die Villa war Gegenstand von Radierungen und Stichen, wie die von Georg Ebner, der sie in seinen Neckaransichten der Stadt Heilbronn darstellte. 1893 wurde nach dem Entwurf der Heilbronner Architekten Hermann Maute und Theodor Moosbrugger ein Anbau ergänzt.
Im Zweiten Weltkrieg fast ganz zerstört, wurde das Gebäude 1960 von Julius Mertz fast originalgetreu im Heimatstil wiedererrichtet. Das angrenzende Fabrikgelände wurde in den 1980er Jahren verkauft. Bis 2008 wurde die Villa Mertz von Julius Mertz’ Ehefrau Huberta Mertz bewohnt, danach stand sie leer. Nach einer Sanierung befindet sich seit Dezember 2011 eine Agentur für neue Medien in dem Gebäude.
In unmittelbarer Nachbarschaft (Rosenberg 7) ist noch ein Kutscherhaus von 1770 erhalten, das ebenfalls auf die Essigfabrik Rund zurückgeht.

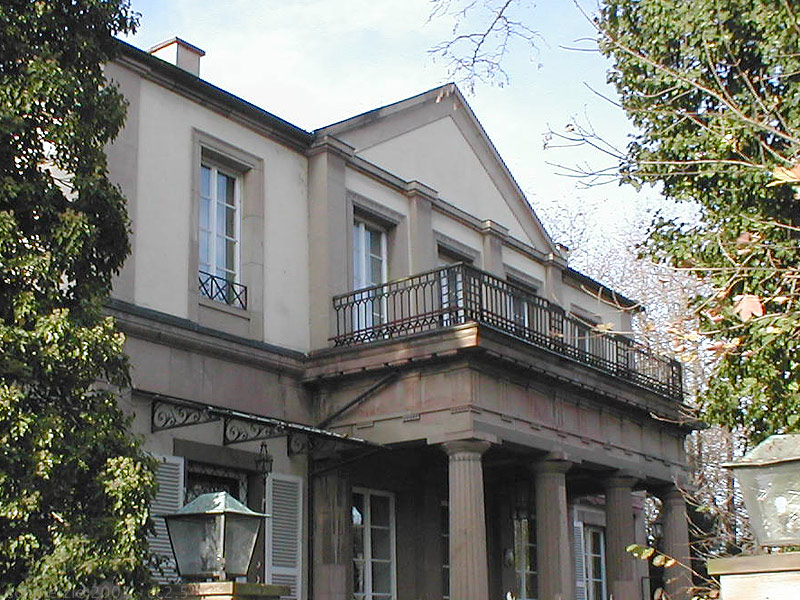
Portal zum Rosenberg
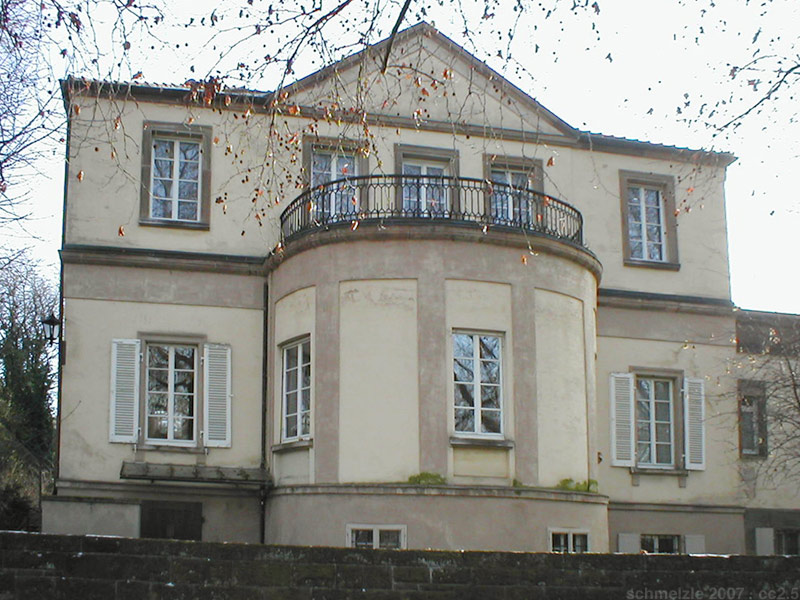
Neckarseite
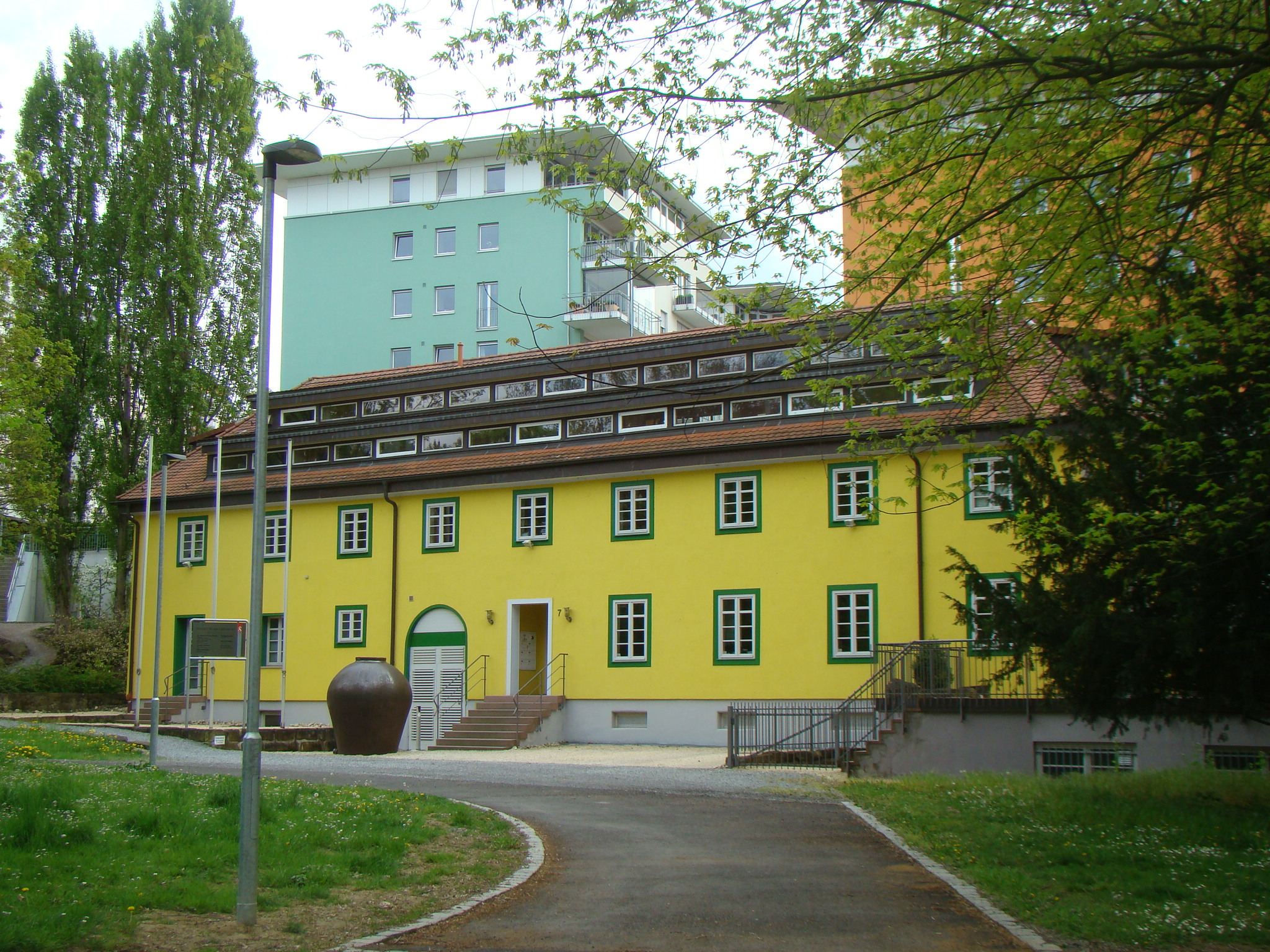
Kutscherhaus